# غلاديس هورتون
غلاديس هورتون (بالإنجليزية: Gladys Horton)‏ هي موسيقية ومغنية أمريكية، ولدت في 30 مايو 1945 في غينزفيل في الولايات المتحدة، وتوفيت في 26 يناير 2011 في شيرمان أوكس في الولايات المتحدة.

## وصلات خارجية
- غلاديس هورتون على موقع IMDb (الإنجليزية)
- غلاديس هورتون على موقع ميوزك برينز (الإنجليزية)
- غلاديس هورتون على موقع ديسكوغز (الإنجليزية)
- غلاديس هورتون على موقع كينوبويسك (الروسية)